# Valenciano meridional

Subdialectos del valenciano

El valenciano meridional es el subdialecto del valenciano que se habla en las comarcas centrales y del Júcar de la Comunidad Valenciana en las que no se habla el dialecto apitxat.

## Rasgos fonéticos y morfológicos
- Predominio de la variante perifrásica del pasado sintético: jo aní > jo vaig anar.[1]
- Asimilación de la i [j] en el grupo -ix-: [ˈkaʃa] (caixa) en muchas localidades de la Marina Alta, el condado de Cocentaina o en la Hoya de Alcoy.[2]
- El artículo plural masculino deviene "es" delante de palabra comenzada en consonante: es bous y les vaques; pero toma las formas els, les delante de palabras comenzadas por vocal: els alacantins y les alacantines.[1]
- Cabe remarcar la presencia en esta zona de un subdialecto con características particulares: se trata del habla particular de Tárbena, y antiguamente en la Vall de Gallinera, donde se conserva en el habla familiar el artículo salado: es cotxe, esto se debe a que son pueblos de repoblación mallorquina tardíos.
- Residuos en muchos lugares del uso del verbo ser en el sentido de encontrarse en un lugar, que en otros subdialectos del valenciano ocupa el verbo estar.
- Los pronombres débiles se mantienen en su forma reforzada, contrariamente a la prefernecia de otras zonas, hasta el punto de producir cacofonías. El pronombre et pasa a pronunciarse at en la comarca de la Marina Alta, es en la Marina Baja y el en el resto. Siguiendo con los pronombres, en las dos Marinas y las comarcas interiores (Hoya de Alcoy, Condado de Cocentaina, Valle de Albaida, La Costera) se mantienen los pronombres reflexivos *mos (normativamente ens) y vos como en los ejemplos siguientes: mo n'anem y aneu-vo'n en lugar del uso del se por el que han optado el resto de comarcas, se n'anem y aneu-se'n.
- Existe cierta inestabilidad en cuanto a la pronunciación de las -r finales en algunas zonas de las comarcas de la Hoya de Alcoy y la Marina Alta. Las -r finales de los infinitivos entre el verbo y el enclítico enmudecen de modo que no es extraño oír [félos] ante una texto como fer-los. En algunos lugares para salvar esa caída se crea un fonema antihiático entre el verbo y el pronombre débil tal que: tenir-ho > tení-vo.
- La desinencia de la primera persona para el presente de indicativo para la primera conjugación es, por regla general, en el subdialecto valenciano la -e, aunque se observa en el municipio de la Villajoyosa una gradual transformación en -ec para las conjugaciones de primera persona del singular del presente de indicativo, jo pense > jo pénsec, jo sé > jo sec.